# León de Alza
General León de Alza y de Garbiso o León de Arza (valle de Oyarzun ?-Ciudad de México 1682) fue un administrador colonial, Alcalde mayor de San Luis de Potosí y Río Verde y gobernador interino de Nuevo León, fue ordenado caballero de Santiago.

## Orígenes
Nace en el valle de Oyarzun, hijo de Domingo de Alza y doña Catalina de Garbiso. 
El 16 de marzo de 1640 le es conferido el cargo de Alcalde Mayor de las minas de San Luis Potosí por la repentina muerte de Gregorio de Aguinaga, por lo que De Alza se embarca a la Nueva España el 24 de marzo. Fue ordenado caballero por la Orden de Santiago el 21 de febrero de 1642.
El 17 de julio de 1645, ya como Teniente de Capitán General de todas las fronteras chichimecas de la Nueva España y Alcalde Mayor de las minas de San Luis, viéndose en la necesidad de defenderse de los ataques de los indios nombra a Juan de San Martín y Vertiz y a Sebastián Camacho como capitanes de infantería y a Antonio Maldonado Zapata como Capitán de Caballería.

## Gobernador
A la muerte de Martín de Zavala ocurrida el 8 de agosto de 1664 la cual dejó sin sucesor, por lo que el Ayuntamiento de Monterrey envió a la capital del virreinato al procurador general Nicolas Lopez Prieto para hacerle del conocimiento del cambio de poderes, el II marqués de Mancera al no estar de acuerdo con la resolución que tomó el ayuntamiento, nombra a León de Alza y de Garbiso, alcalde mayor de San Luis de Potosí, como gobernador interino y capitán general del Nuevo Reino de León quien tomó posesión de su cargo el 4 de febrero de 1665.
Ese mismo año de 1665 los indios del norte se levantan en armas por lo que el gobernador De Alza nombra capitanes Antonio de Palacio, Francisco Botello, Pedro de la Garza y Alonso de León para recorrer los puertos del valle de las Salinas, Nacatás, Muertos y otros.
Por mandato del rey Carlos II de España le sucede en el cargo de Gobernador Nicolás de Azcárraga quien asume el cargo el 14 de julio de 1667., De Alza sale hacia la Ciudad de México a finales del mes de septiembre.

## Muerte
Después de haber tomado diversos cargos en el puerto de Acapulco , fallece en la Ciudad de México en 1682.